# Botnsheiði (hed i Island, Västlandet)
Botnsheiði är en hed i republiken Island.   Den ligger i regionen Västlandet, i den västra delen av landet, 50 km nordost om huvudstaden Reykjavík.